# Kannibaaltomaat
De kannibaaltomaat (Solanum uporo) is een plant uit de nachtschadefamilie (Solanaceae). De soort is verwant aan de tomaat (Solanum lycopersicum). Zijn naam heeft deze plant gekregen omdat volgens de overlevering kannibalen op Fiji mensenvlees zouden eten met een saus van de vrucht.

## Botanische beschrijving
De kannibaaltomaat is een meerjarige kruidachtige plant. Het is een bossige plant die een hoogte van circa 1,5 m kan bereiken. De bladeren zijn eirond en toegespitst. De bloemen lijken op die van andere nachtschades (Solanum). Ze zijn wit en hebben vijf bloembladeren en gele meeldraden. Na de bevruchting ontstaan uit de bloemen rode, 2–3 cm grote, felrode, gladde, glanzende bessen die lijken op de tomaat.
De vruchten zijn eetbaar, maar hebben een enigszins bittere smaak die vermindert door het koken van de vruchten. De bladeren kunnen in salades worden verwerkt. In de wortels zitten giftige alkaloïden.

## Herkomst
De kannibaaltomaat komt van nature voor op Tahiti, Fiji en andere eilanden in de Grote Oceaan. Buiten deze gebieden wordt de plant soms als kuipplant geteeld.

## Geschiedenis
De kannibaaltomaat werd in 1852 voor het eerst beschreven onder de naam Solanum uporo door de Franse botanicus Michel Félix Dunal. De naam kannibaaltomaat (een vertaling van het Duitse 'Menschenfressertomate') heeft deze plant sinds 1864 te danken aan Berthold Seemann en weerspiegelt zich ook in de door hem gegeven botanische naam Solanum anthropophagorum. Hij berichtte van de in deze tijd zogenaamd nog geïsoleerd levende kannibalistische inwoners van Fiji vernomen te hebben dat mensenvlees zeer ongenietbaar is, maar door de toebereiding met drie verschillende plantensoorten smakelijker werd. Deze soorten zijn naast de kannibaaltomaat de bladeren van de malawari (Trophis anthropophagorum) en de tudano (Homalanthus pedicellatus). Terwijl malawari en tudano in het wild groeiende bomen zijn, werd de kannibaaltomaat gecultiveerd. Vaak gebeurde dat in de omgeving van als 'bure-ni-sa' (= 'huis van de vreemdelingen') aangeduide hutten, waarin de in de oorlog gesneuvelden werden gebracht. Volgens Seemann deed onder de inheemse bevolking het bijgeloof de ronde dat het aanraken van kinderen die mensenvlees met de handen hadden aangeraakt, ziekten zou veroorzaken. Daarom werd het vlees alleen met lange vorken aangeraakt.
De botanische naam Solanum uporo heeft als synoniemen: Solanum anthropophagorum, Solanum viride, Solanum patameense, Solanum polynesicum en Solanum savaiense.